# Bryan Cranston
Bryan Lee Cranston (n. 7 martie 1956, Hollywood, California, SUA) este un actor, scenarist, producător și regizor american. Este cunoscut pentru rolul lui Walter White pe care l-a jucat în serialul de dramă Breaking Bad, rolul lui Hall în serialul de comedie Malcolm in the Middle⁠(d) și al lui Tim Whatley în serialul Seinfeld. Pentru Breaking Bad, a câștigat Premiul Emmy pentru „Cel mai bun actor într-un serial dramatic” de patru ori, trei dobândiri ale acestui premiu fiind consecutive.

## Filmografie
| An   | Titlu                                                         | Rol                     | Note                                       |
| ---- | ------------------------------------------------------------- | ----------------------- | ------------------------------------------ |
| 1980 | To Race the Wind                                              | Quarterback             | Nem. film TV                               |
| 1987 | The Return of the Six-Million-Dollar Man and the Bionic Woman | Dr. Shepherd            | film TV                                    |
| 1987 | Amazon Women on the Moon                                      | Paramedic               |                                            |
| 1988 | The Big Turnaround                                            | Jim                     |                                            |
| 1989 | I Know My First Name Is Steven                                | Ofițer Dickenson        | film TV                                    |
| 1990 | Corporate Affairs                                             | Darren                  |                                            |
| 1991 | Dead Space                                                    | Dr. Frank Darden        |                                            |
| 1991 | Dead Silence                                                  | Profesor Harris         | film TV                                    |
| 1992 | Ramayana: The Legend of Prince Rama                           | Ram (voce)              | dublaj în engleză                          |
| 1992 | Royal Space Force: The Wings of Honnêamise                    | Matti Tohn (voce)       | dublaj în engleză Men. ca Lee Stone        |
| 1993 | The Disappearance of Nora                                     | (Role unknown)          | film TV                                    |
| 1993 | Prophet of Evil: The Ervil Lebaron Story                      | Lawyer                  | film TV                                    |
| 1994 | Erotique                                                      | Dr. Robert Stern        |                                            |
| 1994 | Clean Slate                                                   | Club Official           |                                            |
| 1994 | Street Fighter II: The Animated Movie                         | Fei Long (voce)         | dublaj în engleză Men. ca Phillip Williams |
| 1994 | Macross Plus: International Version                           | Isamu Alva Dyson (voce) | dublaj în engleză                          |
| 1994 | Men Who Hate Women & the Women Who Love Them                  | David                   | film TV                                    |
| 1994 | The Companion                                                 | Alan                    | film TV                                    |
| 1995 | Armitage III                                                  | Eddie Borrows (voce)    | dublaj în engleză                          |
| 1995 | Kissing Miranda                                               | Special Agent Falsey    | film TV                                    |
| 1996 | That Thing You Do!                                            | Gus Grissom             |                                            |
| 1996 | The Rockford Files: Punishment and Crime                      | Patrick Dougherty       | film TV                                    |
| 1996 | Street Corner Justice                                         | Father Brophy           |                                            |
| 1997 | Time Under Fire                                               | Braddock                |                                            |
| 1997 | Strategic Command                                             | Phil Hertzberg          |                                            |
| 1998 | Saving Private Ryan                                           | War Department Colonel  |                                            |
| 1999 | Last Chance                                                   | Lance                   | Și regizor, scenarist, producător          |
| 2000 | The Big Thing                                                 | Roberto Montalban       |                                            |
| 2000 | The Prince of Light                                           | Ram                     |                                            |
| 2000 | Terror Tract                                                  | Ron Gatley              |                                            |
| 2001 | 'Twas the Night                                               | Nick Wrigley            | film TV                                    |
| 2001 | The Santa Claus Brothers                                      | Moș Crăciun (voce)      | film TV                                    |
| 2003 | National Lampoon's Thanksgiving Family Reunion                | Woodrow Snider          | film TV                                    |
| 2004 | Seeing Other People                                           | Peter                   |                                            |
| 2004 | Illusion                                                      | David                   |                                            |
| 2005 | Magnificent Desolation: Walking on the Moon 3D                | Buzz Aldrin (voce)      | Documentar                                 |
| 2006 | Little Miss Sunshine                                          | Stan Grossman           |                                            |
| 2006 | Intellectual Property                                         | CSE radio host          |                                            |
| 2007 | Hard Four                                                     | Lt. Bryce Baxter        |                                            |
| 2010 | Love Ranch                                                    | James Pettis            |                                            |
| 2011 | The Lincoln Lawyer                                            | Detectiv Lankford       |                                            |
| 2011 | Drive                                                         | Shannon                 |                                            |
| 2011 | Detachment                                                    | Richard Dearden         |                                            |
| 2011 | Leave                                                         | Eliot                   |                                            |
| 2011 | Larry Crowne                                                  | Dean Tainot             |                                            |
| 2011 | Batman: Year One                                              | James Gordon (voce)     | Direct-pe-DVD                              |
| 2011 | Contagion                                                     | Haggerty                |                                            |
| 2012 | Red Tails                                                     | Major William Mortamus  |                                            |
| 2012 | John Carter                                                   | Colonel Powell          |                                            |
| 2012 | Madagascar 3: Europe's Most Wanted                            | Vitaly (voce)           |                                            |
| 2012 | Rock of Ages                                                  | primar Mike Whitmore    |                                            |
| 2012 | Total Recall                                                  | Vilos Cohaagen          |                                            |
| 2012 | Argo                                                          | Jack O'Donnell          |                                            |
| 2013 | Cold Comes the Night                                          | Topo                    |                                            |
| 2013 | Writer's Block                                                | The Writer              | scurtmetraj                                |
| 2014 | Godzilla                                                      | Joe Brody               |                                            |
| 2015 | Get a Job                                                     | Roger Davis             | Post-producție                             |
| 2015 | Trumbo                                                        | Dalton Trumbo           | Post-producție                             |
| 2016 | Kung Fu Panda 3                                               | Li-Shang (voce)         | Post-producție                             |
| 2016 | The Infiltrator                                               |                         | Post-producție                             |
| 2016 | In Dubious Battle                                             | Șerif                   | Post-producție                             |

## Legături externe
- Bryan Cranston la Internet Movie Database
- Bryan Cranston's Best Movies Arhivat în 27 ianuarie 2015, la Wayback Machine. on AMC